# Dichotomius schiffleri
Dichotomius schiffleri là một loài bọ cánh cứng trong họ Bọ hung (Scarabaeidae).